# Chris Sutton
Christopher Roy Chris Sutton, född 10 mars 1973 i Nottingham, är en före detta engelsk fotbollsspelare.
Sutton inledde proffskarriären 1991 i Norwich City. Här gjorde han 103 matcher och 35 mål. 1994 flyttade han till Blackburn Rovers där han sköt 50 mål på 131 matcher och även vann ligan 1994-95. 1999 gick han till Chelsea där han gjorde 28 matcher och 1 mål. 2000 flyttade Sutton till Skottland och Celtic där han perioden 2000-2006 gjorde 130 matcher och 63 mål. Sedan flyttade han tillbaka till England och gick först till Birmingham City (10 matcher/1 mål), men när klubben åkte ur FA Premier League valde han att gå till Aston Villa. Han valde att sluta med fotbollen inför säsongen 07/08.
Sutton har även en landskamp för England.